# Paul Cohen
Paul Joseph Cohen (Long Branch, New Jersey, 1934. április 2. – Stanford, Kalifornia, 2007. március 23.) amerikai matematikus.

## Élete
Paul Cohen 1954-ben végzett a Chicagói Egyetemen, majd ugyanitt 1958-ban doktori fokozatát is megszerezte. Témája a trigonometrikus sorok egyértelműsége, és disszertációjának címe: Topics in the Theory of Uniqueness of Trigonometric Series volt. Antoni Zygmund volt a témavezetője.
Doktorátusa megszerzése előtt egy évig a Rochester Egyetemen tanított. 1958 és 1959 között az MIT-n, 1959 és 1961 között Princetonban kutatói ösztöndíjas.
1961-től a Stanford Egyetem tagja, 1964-től professzorrá léptetik elő, 2004-től emeritus. 1966-ban Fields-éremmel jutalmazzák a halmazelmélet alapjait érintő kutatásaiért.
Cohen a forszolásnak nevezett módszerrel bebizonyította, hogy a kiválasztási axióma és a kontinuumhipotézis független a halmazelmélet axiómarendszerétől – nem lehet cáfolni őket. A kontinuumhipotézis az első Hilbert-probléma.
Cohen halmazelméleti munkái mellett differenciálegyenletekkel és harmonikus analízissel is foglalkozott.

## Díjai, kitüntetései
- Bôcher Memorial Prize (Amerikai Matematikai Társaság, 1964)
- Fields-érem (1966)
- National Medal of Science (1967)

## Főbb művei
- Paul J. Cohen: The Independence of the Continuum Hypothesis, I, Proceedings of the National Academy of Sciences of the U.S.A., 50(1963), 1143–1148.
- Paul J. Cohen: The Independence of the Continuum Hypothesis, II, Proceedings of the National Academy of Sciences of the U.S.A., 51(1964), 105–110.
- Paul J. Cohen: Set Theory and the Continuum Hypothesis.Addison-Wesley, 1966. ISBN 0-8053-2327-9.